# Stemma della Georgia del Sud e Isole Sandwich Australi
Lo stemma della Georgia del Sud e Isole Sandwich Australi è l'emblema identificativo del territorio d'oltremare britannico della Georgia del Sud e isole Sandwich Australi.

## Caratteristiche
Lo stemma della Georgia del Sud e Isole Sandwich Australi fu concesso nel 1985 al momento della creazione del territorio d'oltremare. Prima del 1962 questi territori erano compresi nel territorio antartico britannico ed utilizzavano l'emblema di quel territorio; dal 1962 al 1985 la Georgia del Sud e le isole Sandwich Australi erano una dipendenza delle Isole Falkland e usavano il loro stemma; dal 1985 questo territorio ha un proprio stemma.
Lo stemma è costituito da uno scudo contenente un leone d'oro rampante, che rappresenta il Regno Unito, con una torcia in una delle zampe sollevate, simbolo della "civiltà" portata dai britannici in quelle isole. Lo sfondo dello scudo è occupato da rombi blu e bianchi, dal simbolo araldico di James Cook, lo scopritore dell'isola. I Sostegni sono un'otaria orsina e un pinguino fronte dorata, entrambi animali nativi dell'isola. Lo stemma è sovrastato da una renna, che simboleggia le due mandrie di renne trovate nella Georgia del Sud. L'otaria si trova su una montagna mentre il pinguino si trova sul ghiaccio.
Il motto è Leo Terram Propriam Protegat (in latino [Che il] Leone protegga la sua terra).